# The Black Eyed Peas
The Black Eyed Peas (з англ. «Чорноокі Горошинки») — американський хіп-хоп-гурт з Лос-Анджелеса.
Вперше очолили найвищу позицію Billboard Hot 100 у квітні 2009 року з синглом «Boom Boom Pow» з п'ятого студійного альбому The E.N.D. Основний стиль виконання гурту — хіп-хоп, іноді поєднуваний з фанком та R&B.

## Історія

### 1992—2000
The Black Eyed Peas починає своє непряме існування з 1988 року, коли восьмикласники Уілл Адамс (will.i.am) і Аллен-Пінеда (Apl.de.ap) зустрілися і почали читати реп, виступати разом на околицях Лос-Анджелеса. Пара підписала контракт з Ruthless Records. Разом із ще одним другом, Данте Сантьяго, вони назвали своє тріо Atban Klann. Їхній дебютний альбом, Grass Roots, так і не випустили, оскільки Ruthless не вважає позитивним теми їх пісень, вони повинні бути активнішими.
У 1995-му Atban Klann змінив свою назву на Black Eyed Peas. Данте Сантьяго замінив Хайме Гомес (Taboo), Кім Хілл стала постійною вокалісткою фону. На відміну від багатьох гуртів хіп-хопу, вони вирішили виступати з живою музикою. В 90-х вони виступали в місцевому клубі. Після укладення контракту з Interscope Records і випустивши свій дебютний альбом, вони отримали схвалення критиків. Їхній другий альбом Bridging the Gap (2000), вистрелив завдяки хіту Request + Line з допомогою Macy Gray.

## Дискографія

### Студійні альбоми
| Рік  | Назва                       | Примітки         |
| ---- | --------------------------- | ---------------- |
| 1998 | Behind the Front            | Студійний альбом |
| 2000 | Bridging the Gap            | Студійний альбом |
| 2003 | Elephunk                    | Студійний альбом |
| 2005 | Monkey Business             | Студійний альбом |
| 2006 | Renegotiations: The Remixes | Студійний альбом |
| 2009 | The E.N.D                   | Студійний альбом |
| 2010 | The Beginning               | Студійний альбом |
| 2018 | Masters of the Sun Vol. 1   | Студійний альбом |

### Турне
- Van's Warped Tour (1999)
- Elephunk Tour (2004)
- Honda Civic Tour (2006)
- Monkey Business World Tour (2005/2006)
- Black Blue & You World Tour (2007)
- The E.N.D. World Tour (2009—2010)

## Нагороди

### NRJ Music Awards
| Категорія               | Назва           | Рік  |
| ----------------------- | --------------- | ---- |
| Міжнародний Альбом Року | Elephunk        | 2005 |
| Гурт                    | —               | 2006 |
| Міжнародний Альбом Року | Monkey Business | 2006 |
| Міжнародний Пісня року  | I Gotta Feeling | 2010 |

### Премія Ґреммі/Grammy Awards[3]
| Категорії                              | Пісня / Альбом / Кліп       | Рік  | Результат |
| -------------------------------------- | --------------------------- | ---- | --------- |
| Record of the Year                     | «Where Is the Love?»        | 2004 | номінація |
| Best Rap/Sung Collaboration            | «Where Is the Love?»        | 2004 | номінація |
| Record of the Year                     | «Let's Get It Started»      | 2005 | номінація |
| Best Rap Performance by a Duo or Group | «Let's Get It Started»      | 2005 | перемога  |
| Best Rap Song                          | «Let's Get It Started»      | 2005 | номінація |
| Best Rap Performance by a Duo or Group | «Don't Phunk with My Heart» | 2006 | перемога  |
| Best Rap Song                          | «Don't Phunk with My Heart» | 2006 | номінація |
| Best Pop Performance by a Duo or Group | «Don't Lie»                 | 2006 | номінація |
| Best Pop Collaboration with Vocals     | «Gone Going»                | 2006 | номінація |
| Best Pop Performance by a Duo or Group | «My Humps»                  | 2007 | перемога  |
| Альбом року                            | «The E.N.D.»                | 2010 | номінація |
| Best Pop Vocal Album                   | «The E.N.D.»                | 2010 | перемога  |
| Record of the Year                     | «I Gotta Feeling»           | 2010 | номінація |
| Best Pop Performance by a Duo or Group | «I Gotta Feeling»           | 2010 | перемога  |
| Best Dance Recording                   | «Boom Boom Pow»             | 2010 | номінація |
| Best Short Form Music Video            | «Boom Boom Pow»             | 2010 | перемога  |

## Виконавці, які працювали з гуртом
- Common
- De La Soul
- David Guetta
- Digable Planets
- John Forté
- Jungle Brothers
- Lauryn Hill
- Pras
- The Fugees
- The Roots
- Wyclef Jean
- Arrested Development
- Del tha Funkee Homosapien
- Jurassic 5
- Souljahz
- Baba
- Beat Pharmacie
- Kim Hill
- Pussycat Dolls
- Джастін Тімберлейк
- Jack Johnson
- Macy Gray
- Eric West
- Santana
- Jonn Legend
- James Brown
- Papa Roach
- Хуанес
- Sergio Mendes
- 50 Cent
- Q-Tip
- Sting